# BMW G22
BMW G22 (eller BMW 4-serie) är en personbil som den tyska biltillverkaren BMW introducerade i juni 2020.

## Motor
| Modell         | Årsmodell | Motor                    | Cylindervolym | Effekt | Bränslesystem              |
| -------------- | --------- | ------------------------ | ------------- | ------ | -------------------------- |
| 420d           | 2020-     | B47: 4-cyl radmotor DOHC | 1995 cm³      | 150 hk | Common rail turbodiesel    |
| 430d           | 2021-     | B57: 6-cyl radmotor DOHC | 2993 cm³      | 286 hk | Common rail turbodiesel    |
| M440d          | 2021-     | B57: 6-cyl radmotor DOHC | 2993 cm³      | 340 hk | Common rail turbodiesel    |
| 420i           | 2020-     | B48: 4-cyl radmotor DOHC | 1998 cm³      | 184 hk | Direktinsprutning, turbo   |
| 430i           | 2020-     | B48: 4-cyl radmotor DOHC | 1998 cm³      | 258 hk | Direktinsprutning, turbo   |
| M440i          | 2020-     | B58: 6-cyl radmotor DOHC | 2998 cm³      | 374 hk | Direktinsprutning, turbo   |
| M4             | 2021-     | S58: 6-cyl radmotor DOHC | 2993 cm³      | 480 hk | Direktinsprutning, biturbo |
| M4 Competition | 2021-     | S58: 6-cyl radmotor DOHC | 2993 cm³      | 510 hk | Direktinsprutning, biturbo |
| M4 CL          | 2023-     | S58: 6-cyl radmotor DOHC | 2993 cm³      | 550 hk | Direktinsprutning, biturbo |
| i4 eDrive35    | 2023-     |                          |               | 286 hk | 1 elmotor                  |
| i4 eDrive40    | 2022-     |                          |               | 340 hk | 1 elmotor                  |
| i4 M50         | 2022-     |                          |               | 544 hk | 2 elmotorer                |

## Bilder

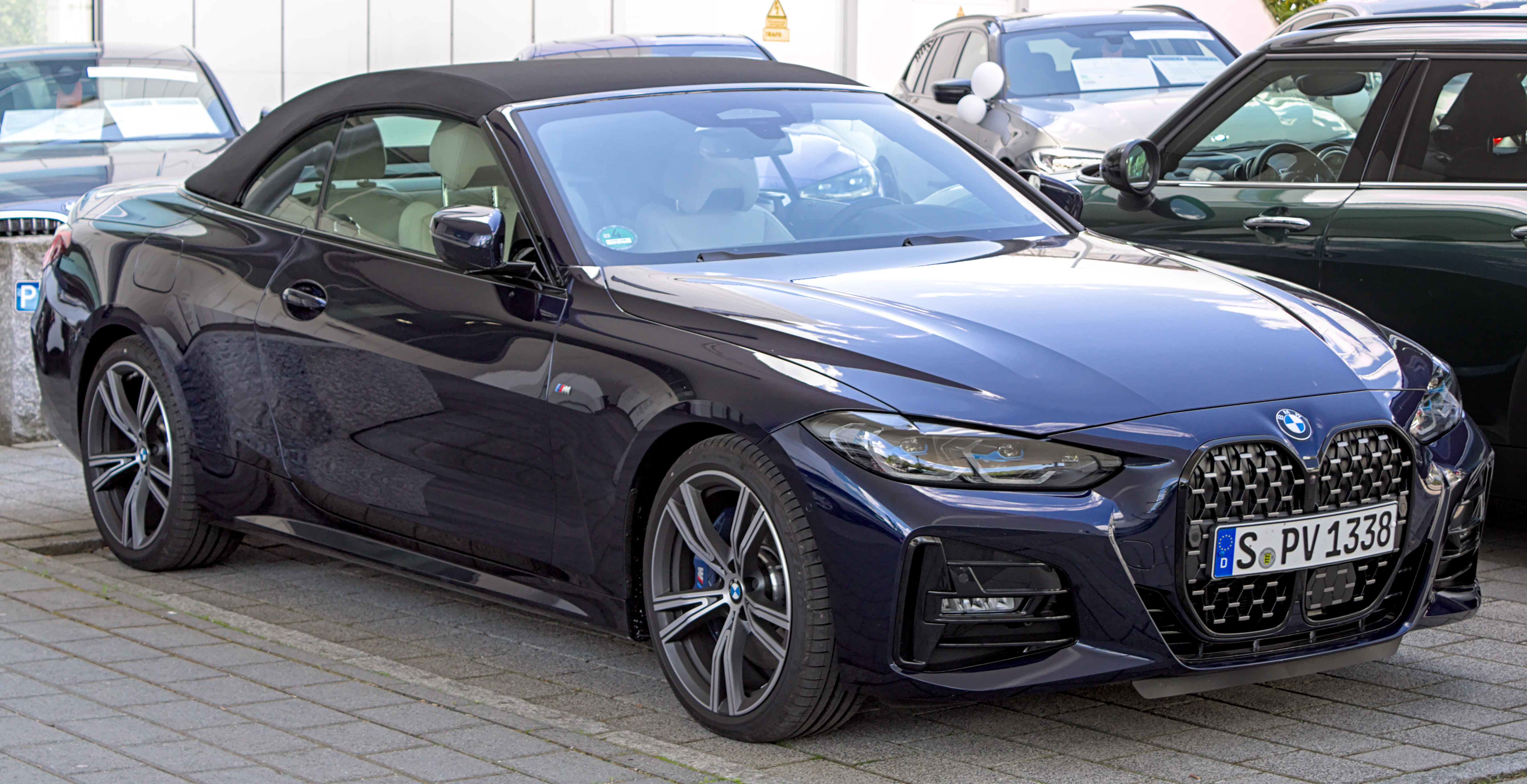
BMW G23 cabriolet.
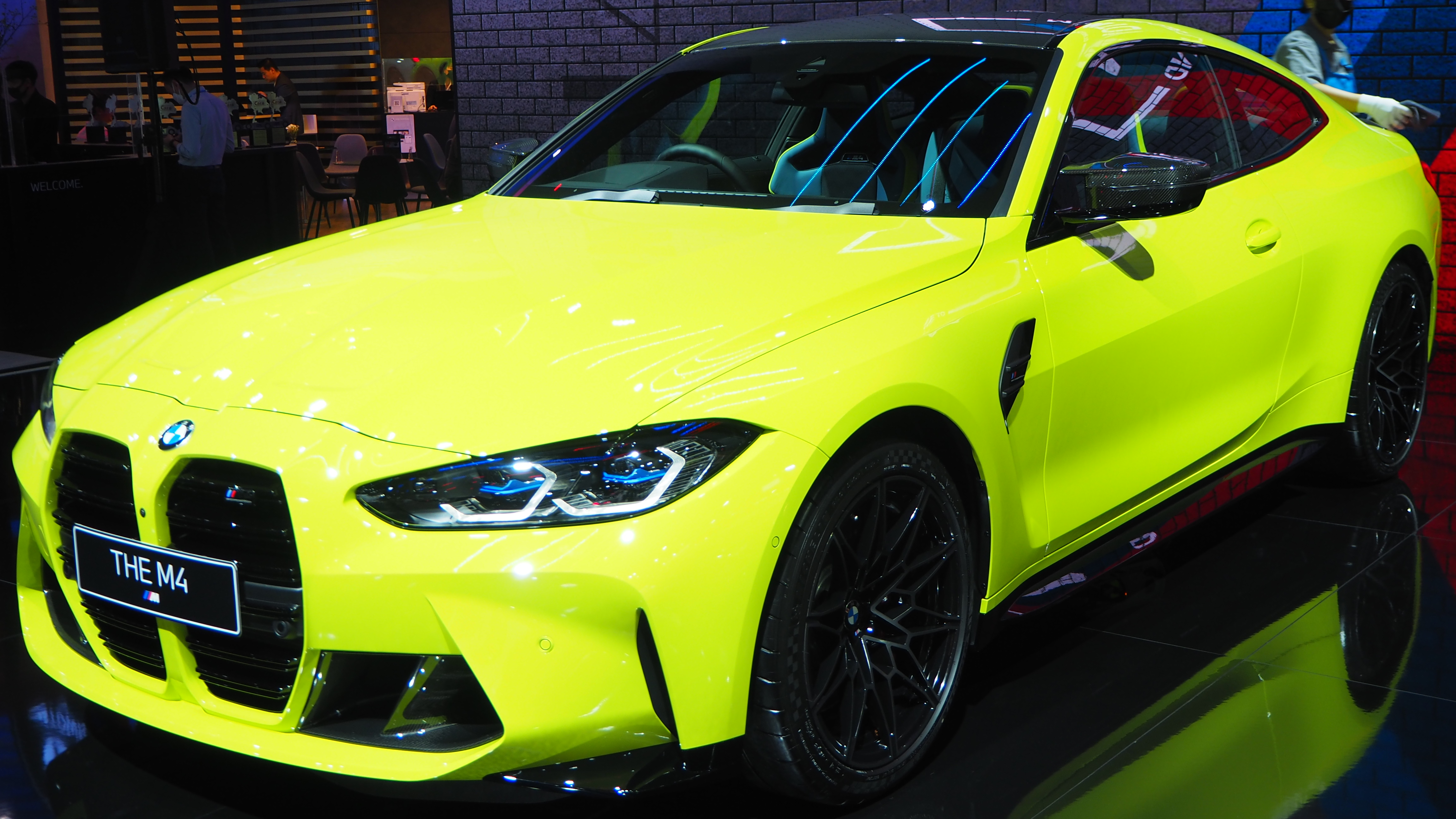
BMW G82 M4 Competition.
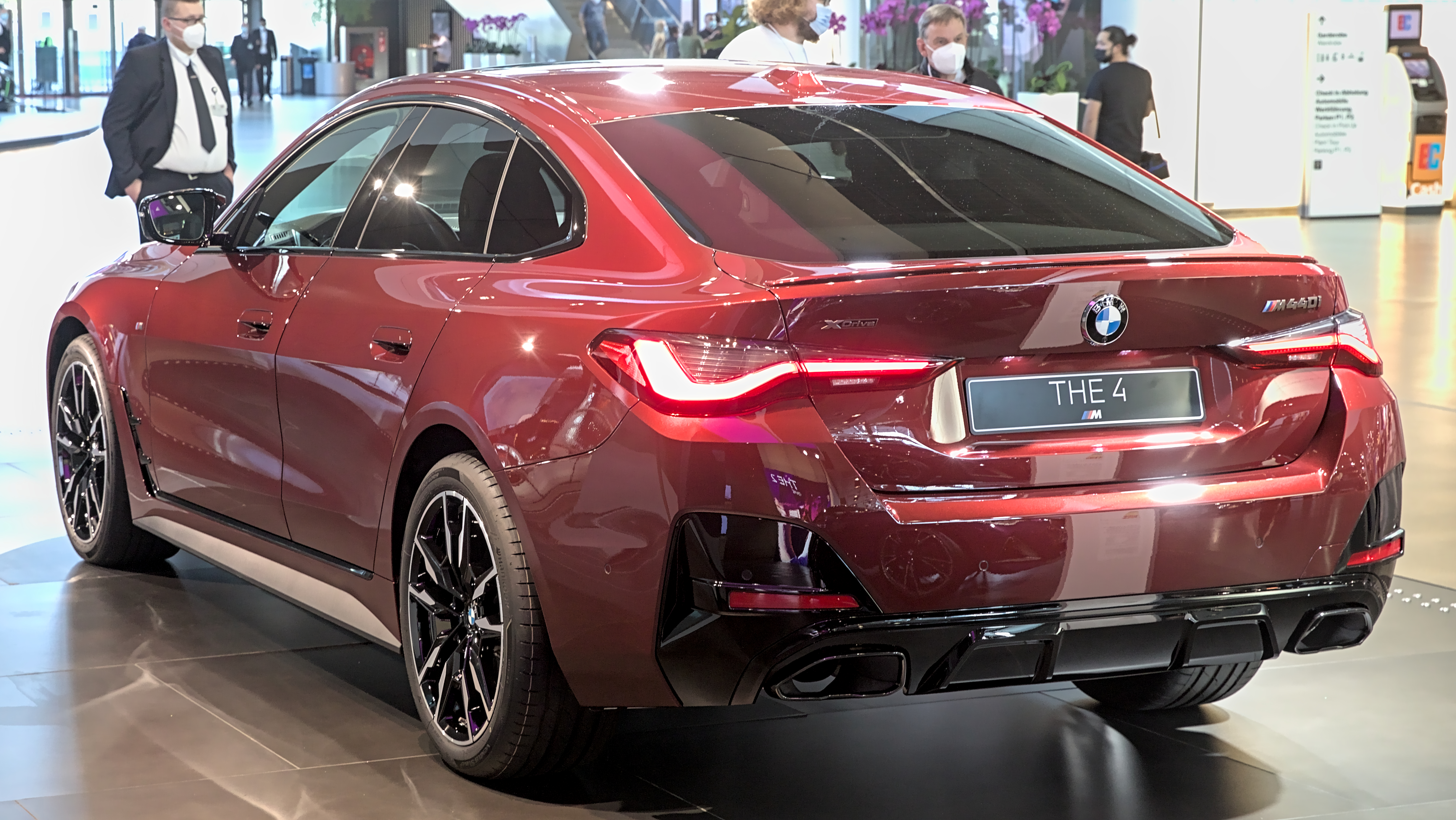
BMW G26 Gran Coupé.
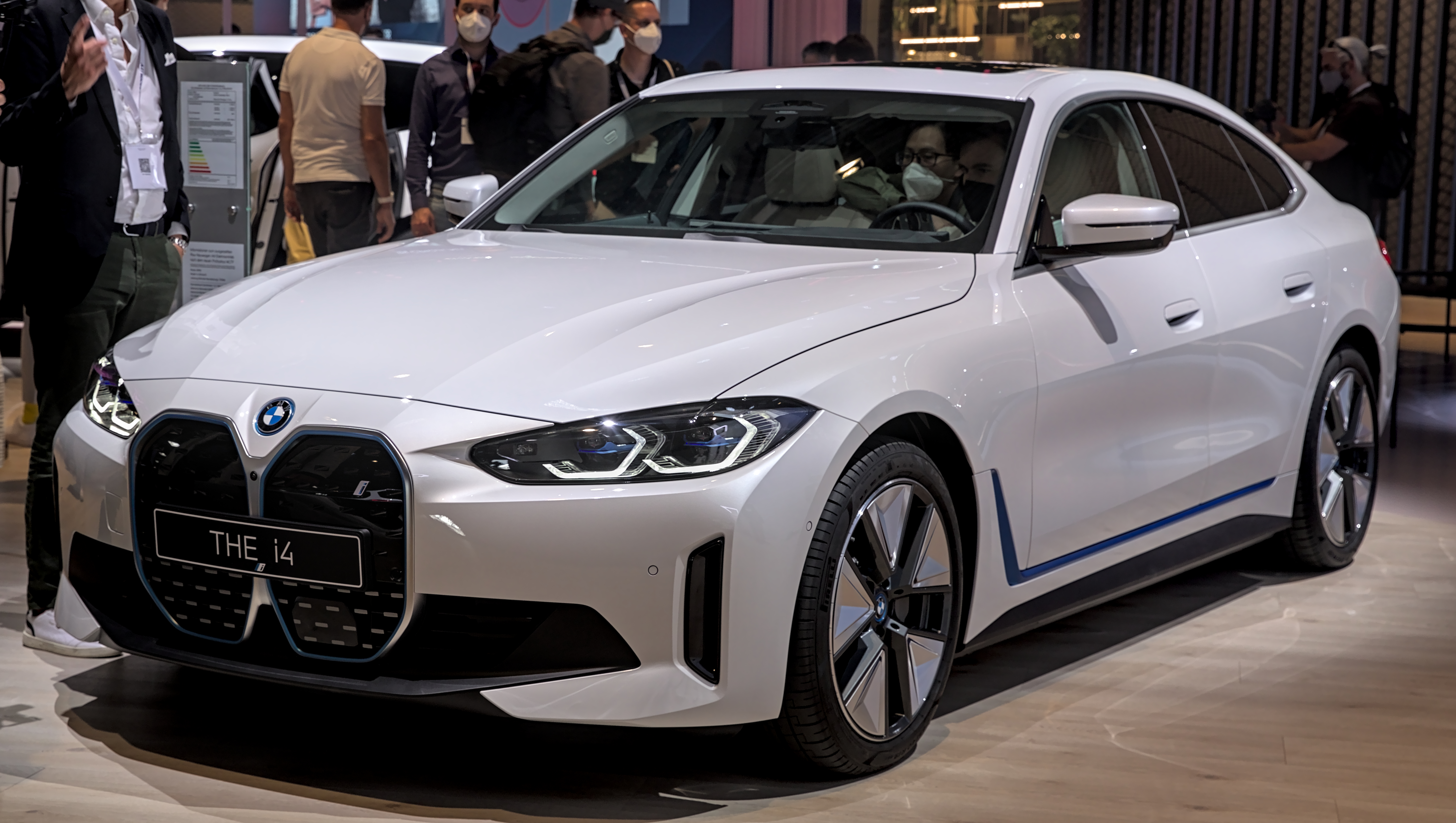
BMW G26 i4.